# 岐阜県道90号古川清見線
岐阜県道90号古川清見線（ぎふけんどう90ごう ふるかわきよみせん）は、岐阜県飛騨市古川町高野朝開から岐阜県高山市清見町夏厩北平に至る主要地方道である。

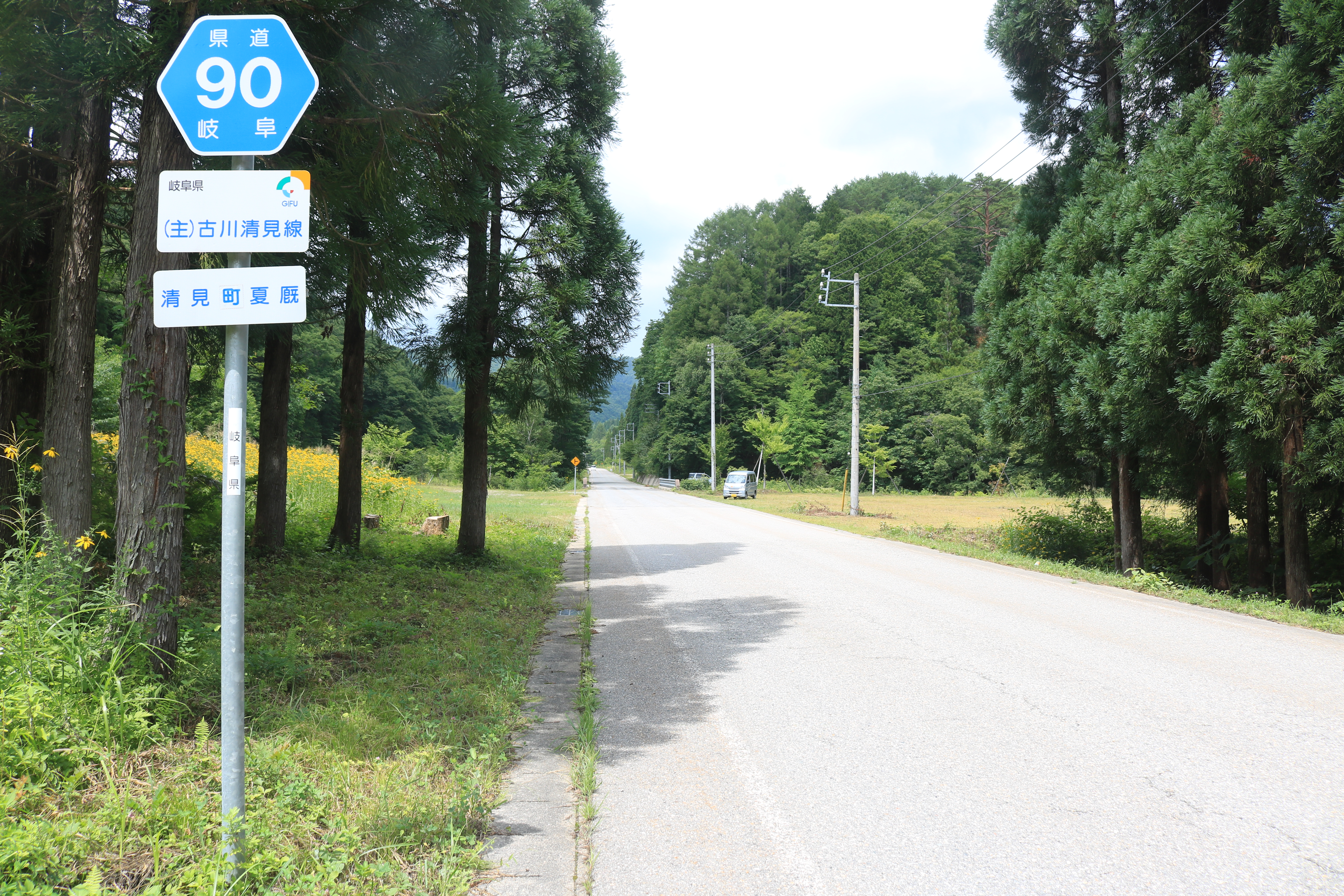
岐阜県道90号古川清見線、高山市清見町夏厩にて

## 概要

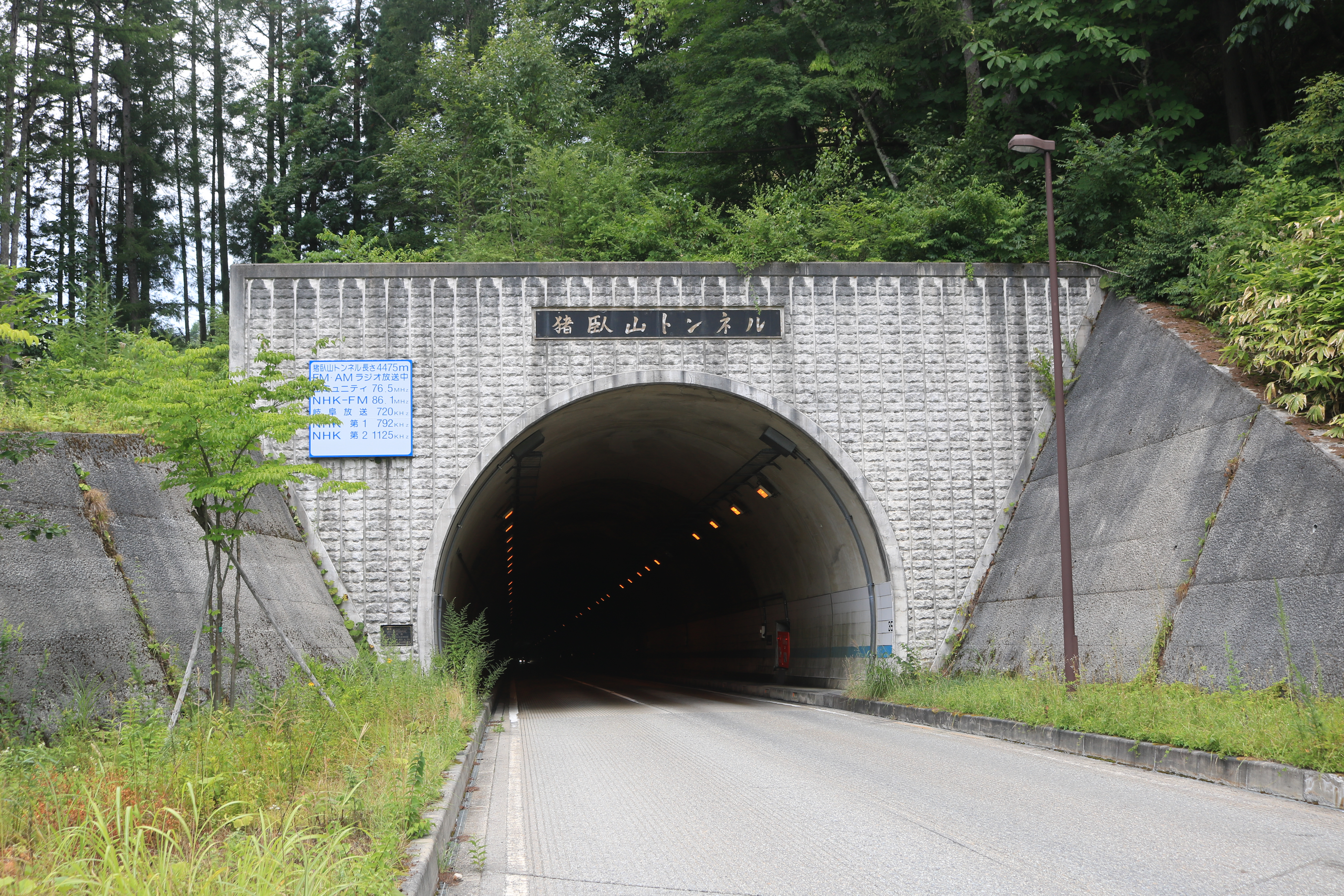
猪臥山トンネル北口、飛騨市古川町畦畑にて

飛騨市中心街の国道41号から猪臥山トンネルを経由し、高山市の国道158号までを結ぶ。別名『飛騨卯の花街道』。
終点となる高山市側は近くに東海北陸自動車道飛騨清見インターチェンジがあり、飛騨市と東海北陸自動車道を短絡する重要な道路となっている。
元々は小鳥峠を経由し飛騨市河合町舟原付近で岐阜県道478号清見河合線に合流する車道が県道として指定されていたが、2002年（平成14年）7月15日に供用が開始されたふるさと林道畦畑彦谷線を同年12月1日に県道として昇格させ、路線を付け替えた経緯がある。なお、旧ふるさと林道畦畑彦谷線上にある延長4,475mの猪臥山トンネルは完成当時、日本最長の林道トンネルであった。
旧ふるさと林道畦畑彦谷線にあたる区間は片側一車線の快走路である。起点から岐阜県道479号古川宇津江四十八滝国府線交点までの区間において（厳密に言えば、両県道は接してはいないが、すぐ間近をとおっている。）、道路改良工事を行っており、1期目の区間が完成、完成区間より県道479号交点が1.5車線程度の狭隘山道となっている。全区間が完成すると支障なく大型車の通行が出来るようになる。
なお、積雪時には、大型車のみ通行止となることがある（平成24年は1月6日午前4時半より、大型車通行止となった）。

### 路線データ
- 陸上距離：28,849.5m
- 起点：岐阜県飛騨市古川町高野朝開（国道41号交点）
- 終点：岐阜県高山市清見町夏厩北平（国道158号交点）

## 地理
沿線には『古川城跡』が点在する。

### 通過する自治体
- 岐阜県
  - 飛騨市
  - 高山市

### 交差している道路

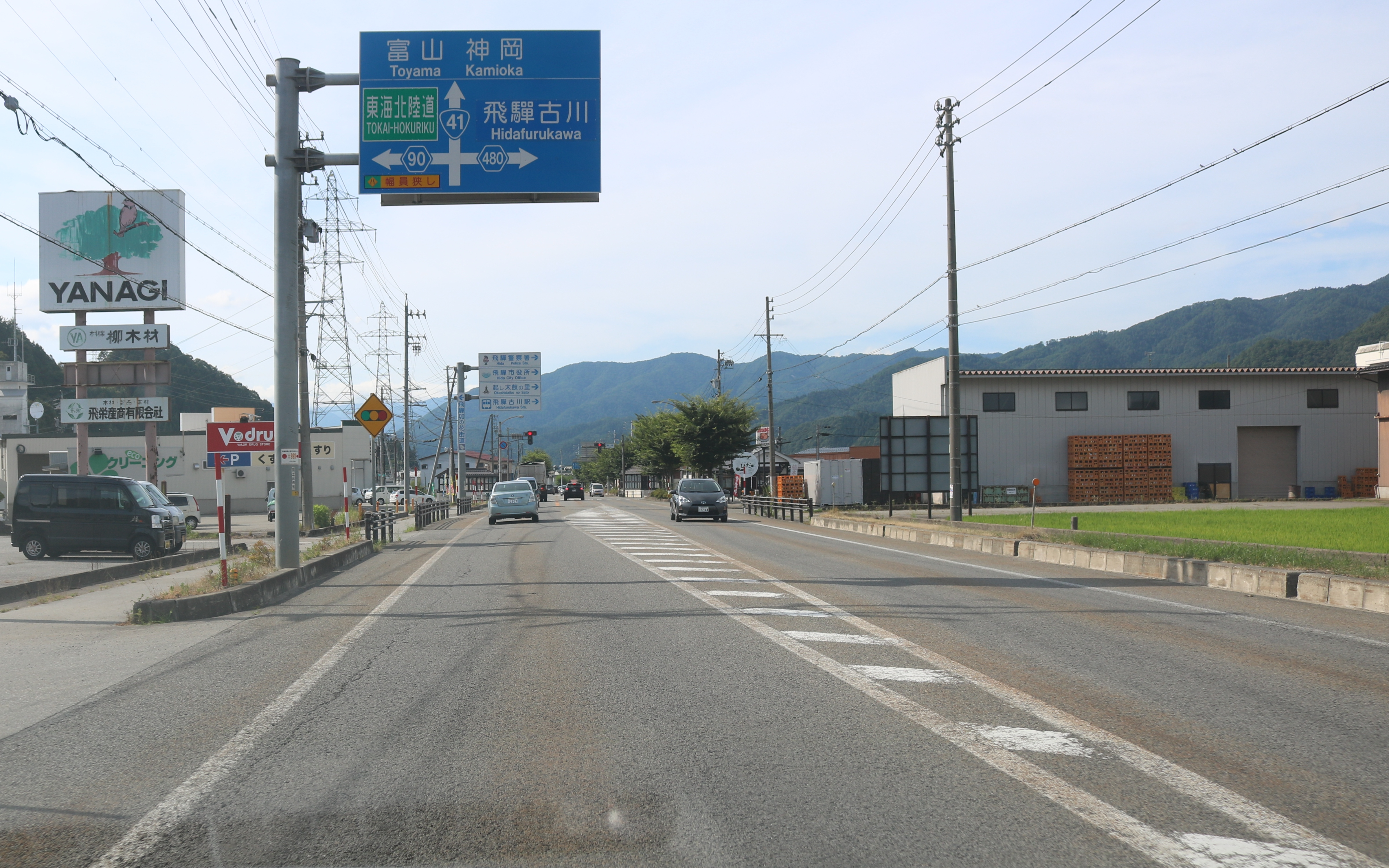
国道41号と岐阜県道480号飛騨古川停車場線との交差点、飛騨市古川町にて

- 国道41号
- 岐阜県道479号古川宇津江四十八滝国府線
- 国道158号

## 別名
- 飛騨卯の花街道（高山市、飛騨市）